# 刘广 (公主)

汝阳长公主（?—?），东汉第八任皇帝顺帝刘保的女儿，名刘广。她是刘保的第三女，永和六年（141年），汉顺帝刘保册封刘广为汝阳长公主，史书没有记载她的丈夫。